# In excelso throno
In excelso throno è una bolla pontificia di papa Bonifacio VIII promulgata il 10 maggio 1297 con la quale vengono scomunicati e deposti i cardinali Giacomo e Pietro Colonna.